# Jägerthal (Bad Dürkheim)
Das Jägerthal, oder auch Jägertal, liegt ca. 10 km westlich vom Stadtkern von Bad Dürkheim entfernt im Pfälzerwald und bildet einen Abschnitt des Isenachtals. In dem sich von Westen nach Osten schlängelnden Jägerthal verläuft die Bundesstraße 37 auf ca. 12 km Länge entlang der Isenach.

## Klima
Der Jahresniederschlag beträgt 754 mm.

## Geschichte
Das Isenachtal ist geprägt durch Befestigungen seit der Keltenzeit, so sind dort das Kloster Limburg, die Heidenmauer, die Hardenburg, die Burg auf dem Nonnenfels sowie die Burg Schlosseck angesiedelt.
Von Bad Dürkheim kommend auf der linken Seite des Tales befindet sich die Papierfabrik Robert Cordier, wo seit 1826 unter Nutzung des Wassers der Isenach Papier hergestellt wird. Etwa 200 m weiter auf der linken Seite steht ein ehemaliges Forsthaus, das an das 1794 zerstörte Jagdschlösschen der Leininger Grafen erinnert. Diese Sommerresidenz wurde nach 1779 erbaut. Im Forsthaus führte 1785 August Wilhelm Iffland (1759–1814) sein berühmtes Stück „Die Jäger“ auf. Dabei handelt es sich um ein ländliches Sittengemälde in fünf Aufzügen, welches Iffland als Drama selbst verfasst hat.
Etwa 150 m weiter erreicht man das heutige Gasthaus „Zum Jägerthal“, das sich direkt am Fuße der „Eremitage“ befindet. Bei der „Eremitage“ handelt es sich um die Reste einer etwa 6 mal 6 Meter großen Ruine auf dem „Langen-Scheid-Berg“, die im 13. Jh. als Wartturm diente. Im weiteren Verlauf teilt sich das Jägerthal in das nach Westen Richtung Kaiserslautern verlaufende „Stüter Tal“ und in das über Höningen nach Altleiningen führende nördliche Wolfental.

## Kultur
1831 bereiste James Fenimore Cooper, Autor des „Lederstrumpf“, die Pfalz und erwähnte das Jägerthal in seiner Novelle „The Heidenmauer“ (auf Deutsch „Die Heidenmauer oder Die Benediktiner“, erste deutsche Ausgabe von 1832). Der radikalliberale Schriftsteller thematisiert in diesem historischen Roman die Zerstörung des Klosters Limburg, heute ein Wahrzeichen von Bad Dürkheim, in einer Darstellung der politischen Erschütterung, die der Übergang vom Mittelalter in die frühe Neuzeit mit sich brachte. Der Roman enthält darüber hinaus viele Details über die Pfalz, die Pfälzer sowie ihre Geschichte und Kultur. Begeistert von der Vielfalt auf kleinstem Raum beschreibt der Autor auch das Jägerthal und das Dorf Hardenburg mit seiner Festung.
In einer Rezension der Zeit hieß es am 15. November 2001 über das Buch: „Wer sich darauf einlässt, die etwas langatmige Einleitung zu überstehen, wird reich belohnt … Am Ende hat der Leser ein dichtes Sittengemälde der Deutschen vor Augen.“

## Wirtschaft und Infrastruktur

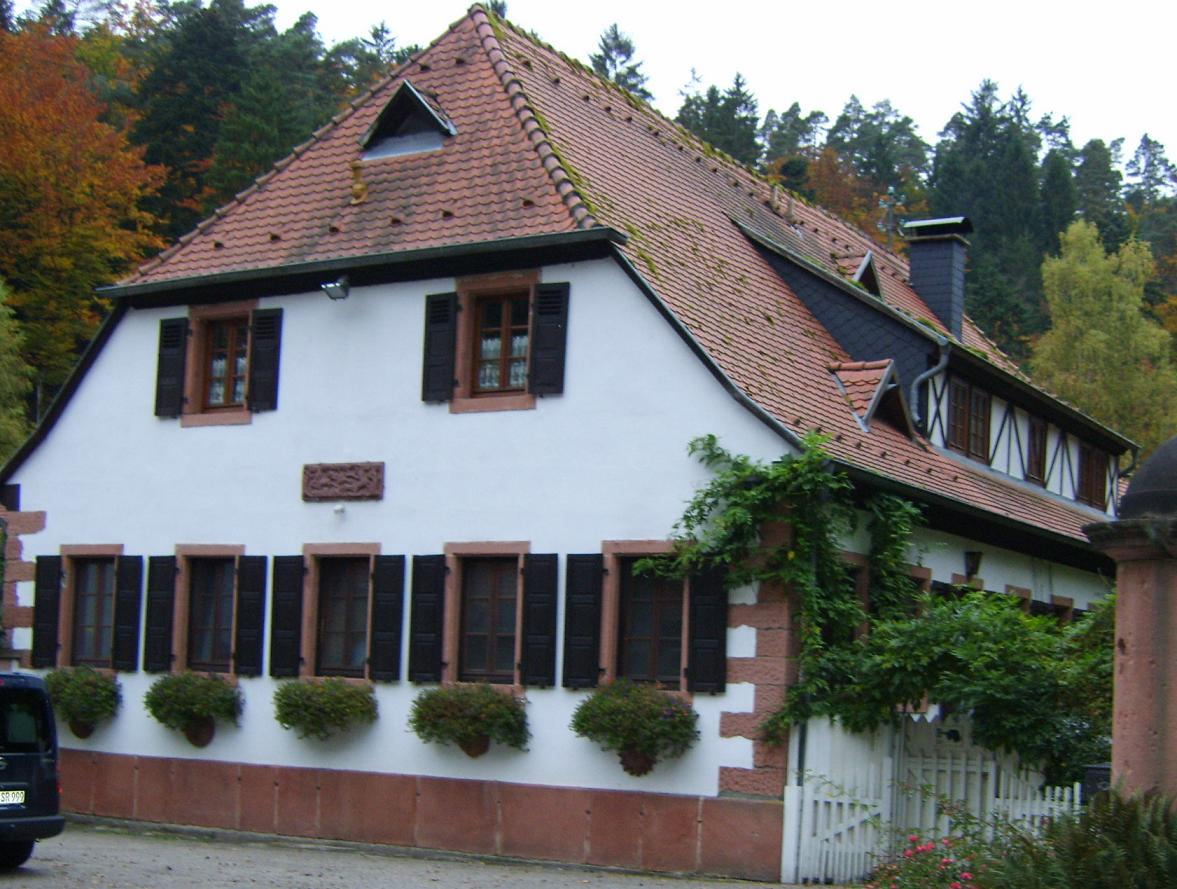
Forsthaus Jägerthal

Die Wirtschaft und Infrastruktur wird seit ca. 1700 von dem das Jägerthal umgebenden Wald und der durch das Jägerthal fließenden Isenach begründet. Entlang des Baches siedelten sich zahlreiche Ölmühlen, Mahlmühlen, Bannmühlen (für einen bestimmten Bezirk zuständig), Sägemühlen, Bordmühlen, Hanfmühlen, Schleifmühlen, Papiermühlen und Lohmühlen an. In den Lohmühlen wurde Baumrinde – meist Eichenrinde – gemahlen, um die Gerberlohe zum Gerben herzustellen. Das Gerben hatte in Bad Dürkheims Gerbergasse eine lange Tradition.
Im Jahr 1737 gründete ein Johann Daniel Schmidtberger mit Erlaubnis der Leininger Grafen eine Papiermühle (Untermühle), die heutige Papierfabrik Schleipen. 1826 kaufte der damalige Besitzer Louis Roedter im Jägerthal eine Sägemühle und baute diese zu einer Papiermühle um. 1836 übernahm Johann Leopold Cordier die Mühle. Sie bildet seitdem den Hauptsitz der heutigen Papierfabrik und Unternehmensgruppe Robert Cordier.
Neben den Mühlen spielt auch die Forstwirtschaft im Jägerthal eine große Rolle. In unmittelbarer Nähe der Mühlen befinden sich drei Forsthäuser, die mittlerweile in Privatbesitz übergegangen sind. Außerdem finden sich heute im Jägerthal verschiedene Gastronomie-Betriebe und einige Wohnhäuser. Das Forsthaus Jägerthal, die ehemalige Sommerresidenz des Grafen von Leiningen, sowie das umgebende Anwesen stehen seit 1987 unter Denkmalschutz. Die ehemalige Sommerresidenz beherbergt heute das Restaurant Sieben Raben. Das Schankrecht von 1770 wurde von den heutigen Besitzern 1996 wieder aktiviert.
Die Trinkwasserversorgung des Jägerthals erfolgt seit 1908 über die Schleipquelle im Wolfental, diese wurde 1954 bis 1955 neu gefasst.